# Arachnothera chrysogenys
Papa-aranhas-de-faces-amarelas ou aranheiro-de-orelha-amarela (Arachnothera chrysogenys) é uma espécie de ave da família Nectariniidae.
Pode ser encontrada nos seguintes países: Brunei, Indonésia, Malásia, Myanmar, Singapura, Tailândia e Vietname.
Os seus habitats naturais são: florestas subtropicais ou tropicais húmidas de baixa altitude, florestas de mangal tropicais ou subtropicais e regiões subtropicais ou tropicais húmidas de alta altitude.